# جوزف مانسفیلد
جوزف کینگ فنو مانسفیلد (۲۲ دسامبر ۱۰۸۳ - درگذشت ۱۸ سپتامبر ۱۸۶۲) از افسران ارتش ایالات متحده و از فرماندهان ارتش اتحادیه در جنگ داخلی آمریکا بوده‌است. وی علاوه بر حرفه نظامی، مهندس راه و ساختمان بود. وی در طول جنگ داخلی به عنوان یکی از مسن‌ترین فرماندهان در ارتش اتحادیه حضور داشت. وی در طی نبرد آنتی تام در روز ۱۷ سپتامبر ۱۸۶۲ فرمانده لشکر دوزادهم ارتش اتحادیه بود که بر اثر اصابت گلوله زخمی و فردای آن روز جان سپرد.

## نخستین دوران زندگی
جوزف مانسفیلد در ۲۲ دسامبر ۱۸۰۳ در نیوهیون، واقع در ایالت کنتیکت زاده شد. خانواده وی یکی از نخستین مهاجران و مستعمره نشینان آمریکا بودند. وی برادر زاده سرهنگ جیرد مانسفیلد، نخستین استاد فلسفه طبیعی و تجربی در آکادمی نظامی آمریکا بود. خود وی نیز در سال ۱۸۲۲ از وست پوینت فارغ‌التحصیل شد.
مانسسفیلد با درجه ستوان دومی به گردان مهندسی پیوست که در حال ساخت استحکامات و سنگربندی در کرانه‌های جنوبی شرقی آمریکا بود. وی در ساخت و برپاکردن استحکامات دفاعی مانند قلعه پولاسکی در جورجیا حضور داشت؛ و تا پیش از آغاز جنگ آمریکا و مکزیک در آن قلعه مشغول خدمت شد.
با آغاز جنگ مکزیک، مانسفیلد به عنوان سرمهندس سرهنگ زکریا تیلور (رئیس‌جمهور آینده آمریکا) خدمت کرد. وی در سال ۱۸۴۶ در طی نبرد مونتری از ناحیه پا زخمی شد. پس از آن مانسفیلد تا ۲۸ می ۱۸۵۳ سرپرستی مهندسان مرزی و دفاعی در سواحل آتلانتیک و پاسفیک را برعهده داشت. تا اینکه از سوی وزارت دفاع به عنوان خدماتی که در جنگ مکزیک انجام داده بودپس از پایان نبرد ترفیع یافت و به عنوان بازرس کل ارتش منصوب شد.
جایگاه تازه ای که در ارتش بدست آورده بود موجب شد تا به نقاط مختلف کشور سفر کند. واپسین بازدید و سرکشی وی پیش از آغاز جنگ داخلی در تگزاس بود و در بازدید خود بحران‌های سیاسی و اجتماعی بسیاری را احساس کرد و پیش‌بینی شورش قریب‌الوقوع را کرده بود. وی بی درنگ آنچه را که در تگزاس دیده بود به صورت یک گزارش به واشنگتن فرستاد و در آن نامه نگرانی‌های خود دربارهٔ نفوذ و اقتدار دولت محلی جهت جلوگیری از یک فاجعه ملی مورد تردید قرار داد.

## جنگ داخلی

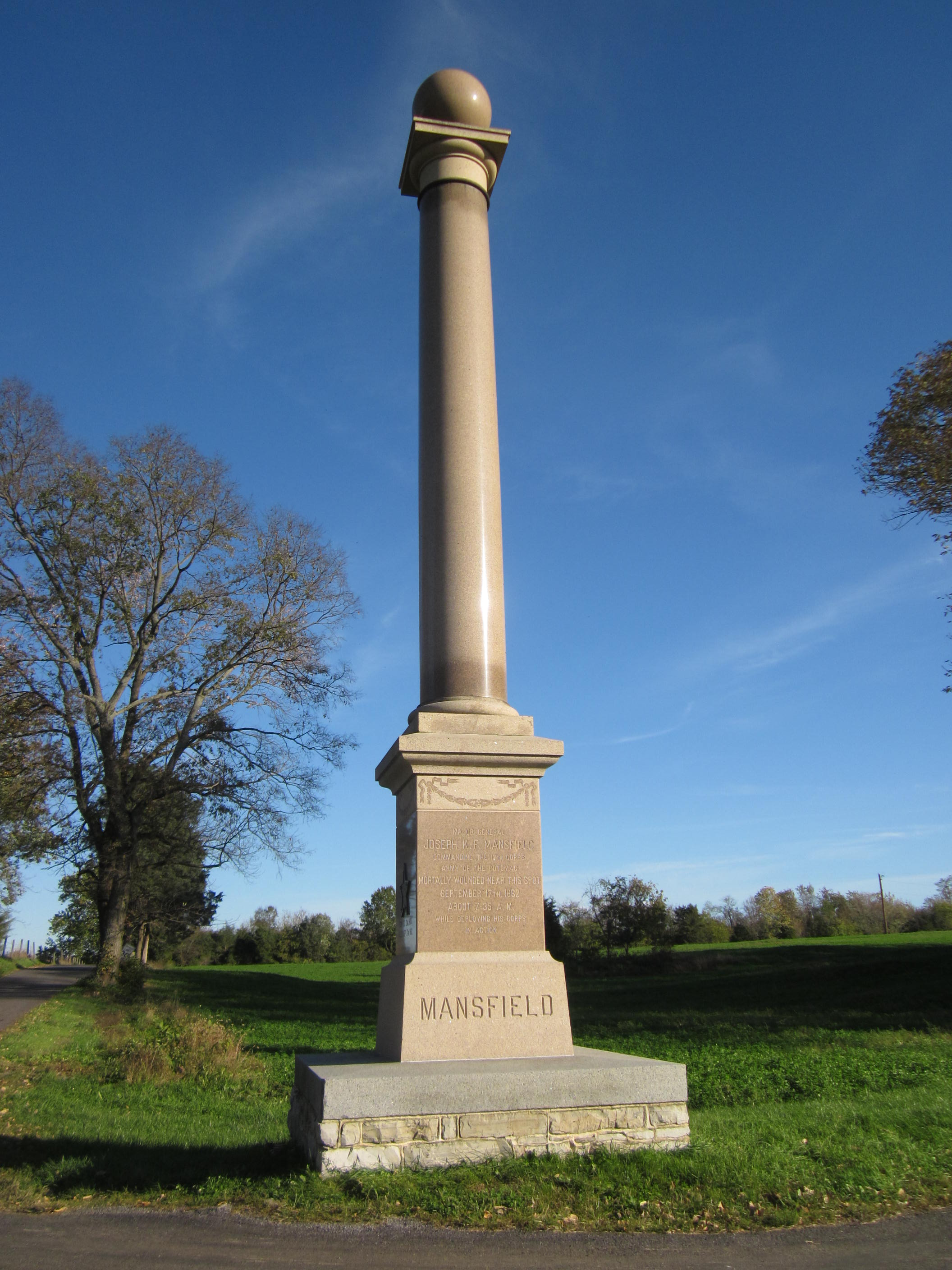
میدان نبرد ملی Antietam - شارپسبورگ، مریلند

با آغاز جنگ داخلی، مانسفیلد فرماندهی نیروهای پایتخت در واشینگتن را برعهده گرفت و با موفقیت به تقویت توان دفاعی پایتخت پرداخت. پس از فروپاشی ارتش (ناشی از پیوستن افسران جنوبی به کنفدراسیون) و سازماندهی دوباره، وی به فرماندهی یک تیپ در بخش نظامی ویرجینیا منصوب شد و پس از آن نیز پس از چند جابجایی در ارتش به فرماندهی لشکر دوازدهم ارتش پوتوماک برگزیده شد. وی با ۵۹ سال یکی از مسن‌ترین و با تجربه‌ترین فرماندهان ارتش پوتوماک بشمار می‌رفت. اما با وجود این فرماندهی در چنین سطحی برای او یک تجربه تازه بود. تنها چهار روز پس از برعهده گرفتن منصب تازه‌اش، عملیات مریلند و متعاقب آن نبرد آنتی تام به وقوع پیوست و سرلشکر مانسفیلد به عنوان فرمانده لشکر دوازدهم پوتوماک در این نبرد حضور یافت. باوجود چهل سال سابقه در ارتش، وی تجربه و حضور چشمگیری در جنگ داخلی نداشت. در روز ۱۷ سپتامبر هنگامی که لشکر یکم اتحادیه به فرماندهی ژوزف هوکر بواسطه زدوخورد با جناح چپ ارتش کنفدراسیون از هم پاشیده شده بود به ژنرال مانسفیلد فرمان داده شد تا یک حمله جهت پشتیبانی از نیروهای اتحادیه در حال درگیری را انجام دهد. در تمام زمان پیشروی نیروهایش در میدان نبرد با آتش شدید توپخانه دشمن روبرو شدند. ژنرال مانسفیلد برای جلوگیری از تلفات بیشتر بی درنگ فرمان داد تا نیروهایش در یک ستون پیشروی کنند. برخی از افسران زیردست وی بازگو کرده بودند که وی در طول نبرد دستپاچه و آشفته بنظر می‌رسید و پی در پی فرمان‌های خود را لغو می‌کرد. اما از سویی دیگر هنگامی که ژنرال مانسفیلد با آن موها و ریش‌های بلندش پیشاپیش سربازان شمشیرش را در هوا تکان میداد برای بسیاری از سربازان تازه به خدمت گرفته شده حضورش موجب دلگرمی و نمایشی هیجان انگیزی بود.
مانسفیلد در لحظه ای از نبرد متوجه حضور نیروهایی در جنگل شد و گمان کرد که آن‌ها جز نیروهای لشکر یکم اتحادیه هستند بنابراین فریاد زنان به نیروهایش گفت: شما در حال تیراندازی به نیروهای خودی هستید. لحظه ای که سربازان پیشگام او را آگاه کردند که آن‌ها سربازان دشمن هستند، با آتش سنگین دشمن از درون جنگل روبرو شدند. در آن زمان بحرانی گلوله ای به سمت راست قفسه سینه اش برخورد کرد و ژنرال مانسفیلد در حالی که به کمک زانوانش خود را بر روی اسبش نگه داشته بود تلوتلوخوران از مردانش دور شد تا در مسیر دیگری به هنگ ۱۲۵ پنسیلوانیا برخورد کرد. در آنجا یکی از افسران ارتش اتحادیه به نام سروان گاردنر او را درحالت غیرطبیعی دید و بی درنگ چند سرباز را جهت کمک به وی فرستاد. آن‌ها مانسفیلد را به بیمارستان صحرایی در شارپسبرگ منتقل کردند. فردا آن روز ژنرال مانسفیلد درگذشت. واپسین جمله که بر زبان آورد این بود: همه چیز خوب است. این خواست خداست.

## یادبود

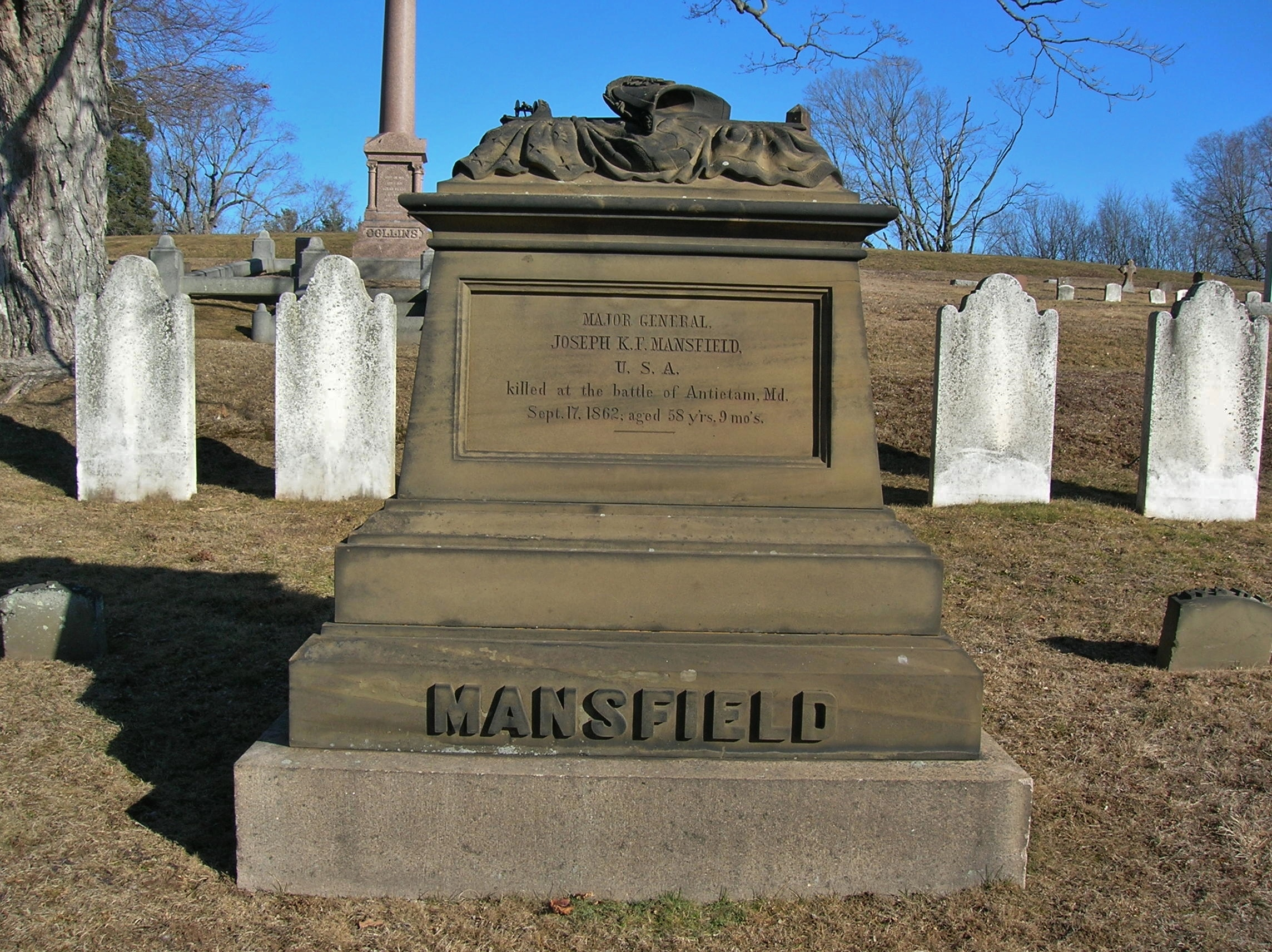
آرامگاه جوزف مانسفیلد در آرامستان ایندین هیل در میدلتاون

او را در گورستان ایندین هیل در میدل‌تاون، کنتیکت بخاک سپردند. به دلیل خدمات چهل ساله در ارتش و جانسپاری اش در طی نبرد آنتی تام، پس از مرگ به وی درجه سرلشکری (انگلیسی: Major General) اعطا شد. پس از وی ژنرال آلفوس ویلیامز فرماندهی لشکر دوزادهم اتحادیه را برعهده گرفت. همچنین ارگ مانسفیلد را که یک توپخانه ساحلی در رودآیلند بوده به نام و یاد وی نام‌گذاری کردند. در محوطه تاریخی میدان نبرد آنتی تام
یک بنای یادبود به نام ژنرال مانسفیلد برپا شده‌است. تیم بیسبال میدلتاون مانسفیلد نیر نامش را از وی گرفته بود.
یکی از نزدیکان وی دربارهٔ رفتار و ویژگی‌های شخصیتی اش اظهار نظر کرده: او همواره در کارهای مذهبی فعالیت می‌کرد. همچنین در گسترش سوادآموزی و فراگیری دانش در میان مردم کارهای ارزنده و شایانی انجام داد. هنگامی که بدور از ارتش در خانه حضور داشت، بشدت خانواده و اطرافیانش، تحت تأثیر شخصیت نجیبانه اش قرار می‌گرفتند. او عاشق جوانان بود و تلاش بسیاری جهت آموزش و پرورش آن‌ها انجام می‌داد. وی ساختمانی را در میدلتاون برای آموزش بانوان جوان در نظر گرفته بود. وی از اندیشه‌های آزادیخواهانه پشتیبانی می‌کرد و از کمک کردن به هرکسی که نیازمند بود دریغ نمی‌کرد بطوریکه زندگی و آسایش خود و خانواده اش را بر سر این کار فدا کرده بود. مرگش موجب تاسف و اندوهی همگانی شد. نام و آوازه وی به عنوان یک شهروند خوب بسیار بیشتر از یک سرباز برجاماند. اندوه و شکوه بزرگی در مراسم وی پدیدار گشت و بسیاری از مردم جهت شرکت در خاکسپاری و همدردی با خانواده اش حضور یافتند.